# Ámos
Az Ámos héber eredetű bibliai férfinév, jelentése: Isten által vitt, hordozott vagy terhet vivő.

## Gyakorisága
Az 1990-es években szórványosan fordult elő, a 2000-es években nem szerepel a 100 leggyakoribb férfinév között.

## Névnapok
- január 14.[2]